# Imotski kotar
Imotski kotar je bio jedan od kotara u austrijskoj carskoj pokrajini Dalmaciji. Prostirao se je 1900. godine na 646 km2.
Godine 1900. u Imotskom je kotaru živjelo 36.737 stanovnika.